# Judith de Bavaria

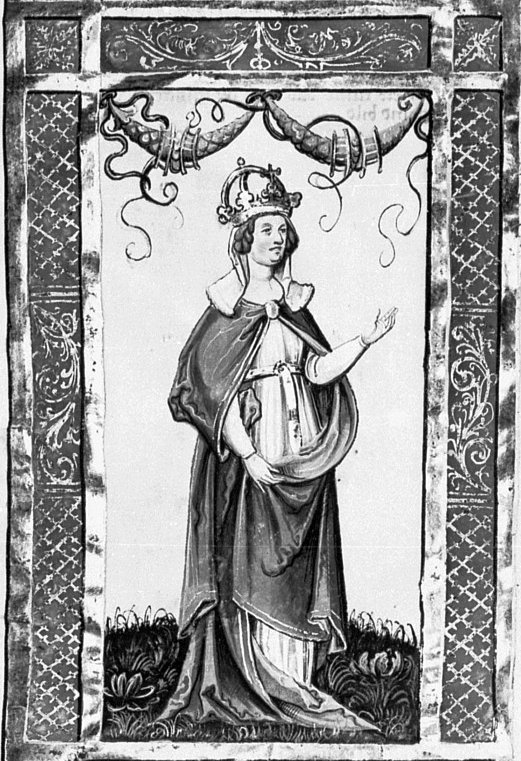
Împărăteasa Judith

Judith (sau Iudit) (n. 805 – d. 19 sau 23 aprilie 843), cunoscută și ca Judith de Bavaria, a fost împărăteasă a francilor.

## Origini
Judith era fiică a contelui Welf cu o nobilă saxonă pe nume Hedwig (780–826).

## Căsătorie și urmași
Judith a devenit cea de a doua soție a împăratului carolingian Ludovic I "cel Piosul". Căsătoria a avut loc la Aachen în 819 și cei doi avut doi copii:
- Gisela (n. 820 – d. 5 iulie 874), căsătorită cu ducele Eberhard de Friuli
- Carol cel Pleșuv, rege al Franciei Apusene și împărat

## Impactul asupra statului franc
Judith a dorit să se asigure că fiul ei, Carol va primi o parte din imperiu, la fel ca și fiii din prima căsătorie ai lui Ludovic Piosul. Această dorință a contribuit la declanșarea războiului civil dintre Ludovic și fiii săi mai mari. Răsculații au reușit la un moment dat să o captureze pe Judith în 830 și să o închidă în conventul din Poitiers, sub acuzația de adulter. Apoi, între 833 și 834, ea a fost exilată la Tortona. 
Judith a avut un rol important în Regatul franc. Prin coincidență sau nu, în anii următori căsătoriei sale cu Ludovic I, mama ei și ambii ei frați au primit funcții importante în conducerea statului. De asemenea, sora ei, Hemma s-a căsătorit în 827 cu Ludovic Germanul, unul dintre fiii lui Ludovic Piosul din prima sa căsătorie. Judith a fost înmormântată în basilica Sfântul Martin din Tours.